# GADD45
GADD45（growth arrest and DNA damage）は、そのメンバーとしてGADD45A（もともとの呼称はGADD45）、GADD45B（MyD118）、GADD45G（CR6）が含まれるタンパク質ファミリーであり、遺伝毒性や生理的ストレスに対する哺乳類細胞の応答や腫瘍形成の調節への関与が示唆されている。GADD45タンパク質は、PCNA、p21、CDK1/サイクリンB1、MEKK4、p38などストレス応答に関与する他のタンパク質と相互作用する。
GADD45タンパク質は、胚性ゲノムの活性化の重要な段階である、胚発生の2細胞期に分化を調節する。GADD45はTETを介したDNA脱メチル化を促進する作用によって、胚性遺伝子の活性化に必要な遺伝子発現を誘導すると考えられている。
キイロショウジョウバエDrosophila melanogasterの神経系におけるGADD45遺伝子の過剰発現は、寿命の大きな伸長をもたらす。この効果は、生理的過程や環境因子によって自発的に形成されるDNA損傷のより効率的な認識と修復によるものである可能性がある。

## 歴史
- GADD45A（英語版）は、Albert J. Fornace Jr.の研究室によって発見と特性解析が1988年になされた[5]。
- GADD45B（英語版）（MyD118）は、Dan A. LiebermannとBarbara Hoffmanの研究室によって発見と特性解析が1991年になされた[6]。
- GADD45G（英語版）（CR6）は、 Kenneth Smith、Dan A. Liebermann、Barbara Hoffmanの研究室によって発見と特性解析が1993年と1999年になされた[7][8]。